# Potjera (kviz)
Potjera je kviz u produkciji HRT-a, a po licenciji britanskog kviza The Chase. Voditelj prvih šest sezona kviza bio je Tarik Filipović, a ostalih sezona Joško Lokas. Prva epizoda prikazana je na prvom programu HRT-a 27. listopada 2013. godine. Emitira se na kanalu HRT 1 u 18:10 sati od ponedjeljka do petka.

## Pravila

### Općenita pravila
U igri sudjeluje četvero natjecatelja, koji igraju protiv lovca za novčanu nagradu. Igra se sastoji od četiri glavna dijela:
- pojedinačne igre – kada svaki natjecatelj odgovara na pitanja voditelja kviza za osvajanje iznosa u svrhu igre pojedinačne igre protiv lovca,
- pojedinačne igre svakog natjecatelja protiv lovca,
- zajedničke igre natjecatelja koji su ušli u završnu potjeru pri čemu odgovaraju na pitanja voditelja kviza i pokušavaju dati što veći broj odgovora u 120 sekundi
- završne potjere lovca od 120 sekundi koji lovi broj točnih odgovora natjecatelja kviza u njihovoj završnoj potjeri.

Cilj je pobijediti lovca i tako osvojiti novčanu nagradu.

### Pojedinačna igra
U prvom dijelu igre svaki igrač pojedinačno odgovara na pitanja koja mu postavlja voditelj kviza u zadanom vremenu od 1 minute. Svaki točan odgovor natjecatelju donosi 500 eura. Nakon toga dolazi lovac koji nudi tom igraču, uz iznos koji je osvojen, jedan niži iznos (niža ponuda) i jedan viši iznos (viša ponuda). Igrač odabire po vlastitoj želji jednu od navedenih ponuda uz konzultaciju s ostalim natjecateljima.
Ovisno o svom odabiru natjecatelj će biti:
- četiri koraka ispred lovca za odabranu nižu ponudu,
- tri koraka ispred lovca za odabir osvojenog iznosa u pojedinačnoj igri pitanja,
- dva koraka ispred lovca za odabranu višu ponudu

Nakon toga igrač mora na "ploči potjere" odgovarati na pitanja uz pomoć ponuđenih A – B – C odgovora, u neodređenom vremenu, ali uz mogućnost davanja odgovora u roku 5 sekundi nakon što je lovac odgovorio. Ako ne odgovori pravilo je kao da je natjecatelj dao neispravan odgovor.
Svakim ispravnim odgovorom natjecatelj se spušta po ploči potjere za jedno polje, svakim krivim odgovorom ostaje na polju s kojeg je odgovarao na pitanje, isto pravilo vrijedi i za lovca.
Ako lovac uhvati igrača prije nego natjecatelj izađe s ploče s točnim odgovorima, igrač mora napustiti igru i ne osvaja ništa.
U slučaju ako lovac uhvati sva četiri igrača i tako ih sve izbaci iz igre, u završnu potjeru ide samo jedan igrač prema dogovoru unutar ekipe. Eventualni osvojeni iznos se onda dijeli na četiri jednaka dijela.

### Završna potjera
Završnu potjeru igraju natjecatelji koji su uspješno prošli ploču potjere igrajući protiv lovca. Prvu završnu potjeru igraju samo igrači tako da odgovaraju na pitanja koja im postavlja voditelj, unutar ograničenog vremena od dvije minute. Svaki točan odgovor donosi im jedan korak više, a ujedno svaki igrač vrijedi kao jedan korak. Dakle, ako jedan igrač sudjeluje u završnoj potjeri onda ima već jedan početni korak prednosti, a ako sva četiri igrača sudjeluju u završnoj pojeri, tada imaju početna četiri koraka prednosti. 
Nakon toga, igra se završna potjera protiv lovca. Lovac odgovara na pitanja koja mu postavlja voditelj također u ograničenom vremenu od dvije minute. Na svaki netočan lovčev odgovor ekipa ima pravo odgovarati. Ako odgovore točno, lovcu se oduzima po jedan korak prednosti. Ako lovac ne odgovori u zadanom vremenu na broj koraka (pitanja) koji je osvojila ekipa, ekipa pobjeđuje i novac se dijeli na jednake dijelove broja članove ekipe u završnoj potjeri. U slučaju da lovac uspije stići do broj odgovora natjecatelja završne potjere u zadanom vremenu, lovac je uhvatio ekipu te ekipa ne osvaja ništa. 

## Emitiranje
Osma sezona Potjere, započela je svoje emitiranje 7. rujna 2020., nakon duže stanke koja je trajala od 2. travnja 2020. godine kada je prekinuto emitiranje zbog svjetske pandemije koronavirusom.
Dana 7. ožujka 2024. prikazana je 1500. epizoda kviza.

### Pojedinosti o sezonama
| Sezona | Sezona | Početak emitiranja | Kraj emitiranja   | Voditelj        | Broj epizoda     | Osvojen iznos (u eurima) |
| ------ | ------ | ------------------ | ----------------- | --------------- | ---------------- | ------------------------ |
|        | 1.     | 3. studenoga 2013. | 22. lipnja 2014.  | Tarik Filipović | 61               | 232.143,74 €             |
|        | 2.     | 15. rujna 2014.    | 18. lipnja 2015.  | Tarik Filipović | 159              | 453.806,02 €             |
|        | 3.     | 7. rujna 2015.     | 26. svibnja 2016. | Tarik Filipović | 149              | 521.711,95 €             |
|        | 4.     | 19. rujna 2016.    | 14. lipnja 2017.  | Tarik Filipović | 151              | 426.484,44 €             |
|        | 5.     | 18. rujna 2017.    | 31. svibnja 2018. | Tarik Filipović | 148              | 557.676,55 €             |
|        | 6.     | 10. rujna 2018.    | 13. rujna 2019.   | Tarik Filipović | 158              | 494.135,10 €             |
|        | 7.     | 16. rujna 2019.    | 2. travnja 2020.  | Joško Lokas     | 116              | 325.126,51 €             |
|        | 8.     | 7. rujna 2020.     | 10. lipnja 2021.  | Joško Lokas     | 160              | 477.887,62 €             |
|        | 9.     | 20. rujna 2021.    | 9. lipnja 2022.   | Joško Lokas     | 151 + 1 specijal | 424.564,32 €             |
|        | 10.    | 19. rujna 2022.    | 1. lipnja 2023.   | Joško Lokas     | 148 + 1 specijal | 526.008,37 €             |
|        | 11.    | 18. rujna 2023.    | 6. lipnja 2024.   | Joško Lokas     | 150              | 619.999 €                |
|        | 12.    | 16. rujna 2024.    | u tijeku          | Joško Lokas     | 8                | u tijeku                 |

1. ↑  Osvojeni iznos prve sezone je približan
2. ↑  Osvojeni iznos druge sezone je približan

### Specijalne epizode
Emisija ima razne specijalne epizode, gdje se prikupljeni novac donira u humanitarne svrhe. U šestoj sezoni natjecatelji su bili voditeljice Martina Validžić i Iva Šulentić, pijanist Aljoša Jurinić te meteorolog Zoran Vakula, a uspjeli su osvojiti iznos od 129.500 kuna koji se donirao Udruzi "Korak u život".  U devetoj sezoni 22. travnja 31. prosinca 2021. natjecatelji su bili glumci Doris Pinčić, Ecija Ojdanić, Roko Sikavica i Mirna Mihelčić gdje su uspjeli osvojiti iznos od 236.500 kuna koji se donirao Općoj bolnici „dr. Ivo Pedišić” u Sisku za kupnju utrazvučnog aparata za pregled srca. U desetoj sezoni 31. prosinca 2022. osvojeni iznos od 380.000 kuna doniran je Udruzi Krijesnice
U jedanaestoj sezoni prikazale su se dvije humanitarne humanitarne epizode (koje su računate kao obične epizode), prva 28. prosinca 2023. gdje se prikupio iznos od 28.000 €  za Autonomnu žensku kuću Zagreb, od ukupnog iznosa 15.000 € donirao je Ured Europskog parlamenta u RH. Druga specijalna humanitarna epizoda prikazala se 1. siječnja 2024. gdje se prikupio iznos od 32.500 € za Humaniratnu organizaciju DORA.

## Lovci
| Lovac / Lovkinja                                                                                   | Trajanje                     | Broj sudjelovanje | Broj pobjeda | Broj poraza | %       |
| -------------------------------------------------------------------------------------------------- | ---------------------------- | ----------------- | ------------ | ----------- | ------- |
| Mirko Miočić                                                                                       | studeni 2013. – ožujak 2016. | 113               | 76           | 37          | 67,26 % |
| Dean Kotiga                                                                                        | studeni 2013. – danas        | 456               | 312          | 144         | 68,42 % |
| Morana Zibar                                                                                       | studeni 2013. – danas        | 449               | 304          | 145         | 67,71 % |
| Krešimir Sučević Međeral                                                                           | ožujak 2016. – danas         | 355               | 296          | 59          | 83,38 % |
| Mladen Vukorepa                                                                                    | listopad 2017. – danas       | 259               | 194          | 65          | 74,90 % |
| Sven Marcelić                                                                                      | 31. prosinca 2022.           | 1                 | 0            | 1           | 0,00 %  |
| Izvor: Statistika Potjere i Superpotjere, Semjon Fedotov — Posljednje ažuriranje: 6. veljače 2025. |                              |                   |              |             |         |

### Pregled uspjeha po sezonama
|                                                          | Kotiga           | Kotiga  |                  | Marcelić | Marcelić         |         | Miočić           | Miočić  |                  | Sučević Međeral | Sučević Međeral  |         | Vukorepa         | Vukorepa |  | Zibar | Zibar |  | Ukupno | Ukupno |
| Sezona                                                   | Pobjede / porazi | %       | Pobjede / porazi | %        | Pobjede / porazi | %       | Pobjede / porazi | %       | Pobjede / porazi | %               | Pobjede / porazi | %       | Pobjede / porazi | %        |  |       |       |  |        |        |
| -------------------------------------------------------- | ---------------- | ------- | ---------------- | -------- | ---------------- | ------- | ---------------- | ------- | ---------------- | --------------- | ---------------- | ------- | ---------------- | -------- |  | ----- | ----- |  | ------ | ------ |
| 12.                                                      |                  | 0,00 %  | –                | –        | –                | –       |                  | 0,00 %  |                  | 0,00 %          |                  | 0,00 %  | u tijeku         | 0,00 %   |  |       |       |  |        |        |
| 11.                                                      | 27 : 12          | 69,23 % | –                | –        | –                | –       | 27 : 11          | 71,05 % | 28 : 8           | 77,78 %         | 21 : 16          | 56,76 % | 103 : 47         | 68,67 %  |  |       |       |  |        |        |
| 10.                                                      | 27 : 11          | 71,05 % | 0 : 1            | 0,00 %   | –                | –       | 31 : 7           | 81,58 % | 25 : 11          | 69,44 %         | 24 : 12          | 66,67 % | 107 : 42         | 71,81 %  |  |       |       |  |        |        |
| 9.                                                       | 27 : 12          | 69,23 % | –                | –        | –                | –       | 33 : 9           | 78,57 % | 25 : 9           | 73,53 %         | 27 : 10          | 72,97 % | 112 : 40         | 73,68 %  |  |       |       |  |        |        |
| 8.                                                       | 31 : 10          | 75,61 % | –                | –        | –                | –       | 35 : 5           | 87,50 % | 31 : 8           | 79,49 %         | 26 : 14          | 65,00 % | 123 : 37         | 76,88 %  |  |       |       |  |        |        |
| 7.                                                       | 16 : 12          | 57,14 % | –                | –        | –                | –       | 29 : 4           | 87,88 % | 24 : 4           | 85,71 %         | 22 : 5           | 81,48 % | 91 : 25          | 78,45 %  |  |       |       |  |        |        |
| 6.                                                       | 27 : 12          | 69,23 % | –                | –        | –                | –       | 34 : 7           | 82,93 % | 23 : 11          | 67,65 %         | 34 : 10          | 77,27 % | 118 : 40         | 74,68 %  |  |       |       |  |        |        |
| 5.                                                       | 28 : 13          | 68,29 % | –                | –        | –                | –       | 30 : 5           | 85,71 % | 23 : 10          | 69,70 %         | 23 : 16          | 58,97 % | 104 : 44         | 70,27 %  |  |       |       |  |        |        |
| 4.                                                       | 33 : 13          | 71,74 % | –                | –        | –                | –       | 45 : 8           | 84,91 % | –                | –               | 34 : 18          | 65,38 % | 112 : 39         | 74,17 %  |  |       |       |  |        |        |
| 3.                                                       | 31 : 18          | 63,27 % | –                | –        | 26 : 11          | 70,27 % | 11 : 1           | 91,67 % | –                | –               | 32 : 19          | 62,75 % | 100 : 49         | 67,11 %  |  |       |       |  |        |        |
| 2.                                                       | 36 : 18          | 66,67 % | –                | –        | 39 : 16          | 70,91 % | –                | –       | –                | –               | 37 : 13          | 74,00 % | 112 : 47         | 0,00 %   |  |       |       |  |        |        |
| 1.                                                       | 14 : 7           | 66,67 % | –                | –        | 11 : 10          | 52,38 % | –                | –       | –                | –               | 13 : 6           | 68,42 % | 38 : 23          | 62,30 %  |  |       |       |  |        |        |
| Izvor: Statistika Potjere i Superpotjere, Semjon Fedotov |                  |         |                  |          |                  |         |                  |         |                  |                 |                  |         |                  |          |  |       |       |  |        |        |

## Gledanost
Prema podacima o gledanosti s početka 2018. godine, Potjeru svakoga dana prosječno prati oko 350 000 gledatelja, dok je najgledaniji nastavak u 2018. godini imala gledanost od 10,6 % opće populacije (AMR), odnosno pratilo ju je 434 458 gledatelja.

## Kontroverze

### Niža ponuda od 0 kuna
U emisiji emitiranoj 30. ožujka 2015. godine, student prava A.B. u rundi brzopoteznih pitanja uspio je odgovoriti samo na jedno pitanje. Zatim je pristao na nižu ponudu lovkinje Morane Zibar koja je iznosila 0 kuna kako bi, izvještava Jutarnji list, ostao u igri te podijelio tuđu zaradu. U konačnici nije uspio obraniti tu (nižu) ponudu. Prvotnu nevjericu lovkinje i Tarika zamijenile su njihove negativne reakcije nakon A.B.-ove neuspješne obrane iznosa. Lovkinja je natjecatelju rekla: »Ne može se tako mlad i perspektivan mladić ponašati tako defetistički«.

### Ponovljeno snimanje završne potjere
Završna potjera u 655. emisiji, emitiranoj 9. svibnja 2018. godine, snimana je dvaput. Lovac je bio Dean Kotiga i u završnoj potjeri ostala je tročlana ekipa koja se borila za iznos od 191 000 kn. Prvi je puta ekipa imala 11 točnih odgovora. Lovac je u trenutku kada mu je do kraja ostala 1 minuta i 20 sekundi imao 0 točnih odgovora. Tada je snimanje prekinuto zbog, kako se službeno izjasnio HRT, tehničkih problema te se cijela završna potjera morala snimati ponovno. U drugome pokušaju ekipa je skupila 13 točnih odgovora, ali je lovac ovaj put puno brže i točno odgovarao na pitanja te ih u konačnici ulovio. Jedini trag u emitiranoj emisiji da se nešto događalo prije viđene potjere bila je Kotigina rečenica: "Mogli ste imati 11." U službenom odgovoru HRT-a stoji "... završna potjera u 655. emisiji ... snimljena ponovno zbog tehničkih problema koji su u lovčevoj završnoj potjeri onemogućili odigravanje toga dijela igre u skladu s pravilima kviza. Točno je kako je u prvome snimanju lovac Dean Kotiga bio na nuli, ali u toj je situaciji pobjednik još uvijek neizvjestan. Naime, kako je bilo nemoguće rekonstruirati vrijeme u lovčevoj završnoj potjeri i kako se njegova završna potjera prekidala nekoliko puta, odluka o ponavljanju bila je jedina moguća. Tek su u ponovljenim završnim potjerama i timu i lovcu osigurani jednaki uvjeti natjecanja." Također su dodali da je u skladu s pravilima kviza predviđen protokol za takve situacije, koji predviđa poništenje dijela snimanja i vraćanju natjecanja korak unatrag u dijelovima koji imaju striktna vremenska ograničenja – kod takvih se dijelova kreće ispočetka s novim zadatcima. Iz HRT-a su istaknuli da su s tim pravilima natjecatelji upoznati u svim fazama: prijava, izbor natjecatelja, dolazak na snimanje, proba prije snimanja i samo snimanje.

### Podjela nagrade
Velimir Tresk, dio četveročlane ekipe koja je na kvizu osvojila 139 000 kuna 2018. godine: "Ukupna zarađena svota novca dijeli se na broj ljudi u završnoj potjeri. Znači bez obzira na to tko je koliko donio s ploče, novac se dijeli na jednake dijelove. To je pravilo kviza. Mnogo sam s raznim ekipama pričao i razmišljalo se da se dijeli prema količini donesenog u završnu, no dogodi se da onaj koji donose najviše, najmanje odgovori u završnoj, pa je ovako ipak nekako najpoštenije."

## Superpotjera
HRT potpisao je višeformatni ugovor s ITV Studiom za sadržaj uključujući i kviz Beat the Chasers. Ugovor omogućuje HRT-u emitiranje lokalne verzije te emisije, koja je dobila naziv Superpotjera.

## Zanimljivosti
- Najviša ponuda do 2018. godine bila je 182 500 kn u ožujku 2016.; ponudio ju je lovac Dean Kotiga.[15]
- Do početka 2018. godine, u kvizu je sudjelovalo više od 2200 ljudi
- Za sudjelovanje u kvizu do 2018. godine prijavilo se više od 30 000 ljudi
- Dorjana Širola, od 2013. do 2018. najbolja je kvizašica na svijetu, najbolje plasirana žena na Svjetskim kvizaškim prvenstvima u tom periodu, te većinu vremena prva na državnoj rang listi Hrvatskog kviz saveza. Anne Hegerty, lovkinja iz britanske Potjere koja je uglavnom njezina najveća konkurencija na Svjetskom kvizaškom prvenstvu, često je spomene u »svojoj Potjeri«. Također se ista čudila kako Dorjana nije lovac u hrvatskom izdanju kviza; prema Dorjaninim riječima, nikad joj nije bilo ponuđeno. U jednoj engleskoj brošuri Dorjana je, pogrešno, navedena kao lovkinja u »hrvatskoj Potjeri«.[16][17]

## Vanjske poveznice
- Potjera na stranicama HRT-a
- Fedotov, Semjon. 12. veljače 2019. Statistika odigranih kvizova Potjere. Google Docs